# Wijken en buurten in Liesveld
De voormalige Nederlandse gemeente Liesveld (in 2013 opgegaan in de toenmalige gemeente Molenwaard) is voor statistische doeleinden onderverdeeld in wijken en buurten. De voormalige gemeente is verdeeld in de volgende statistische wijken:
- Wijk 00 Groot-Ammers (CBS-wijkcode:069400)
- Wijk 01 Langerak (CBS-wijkcode:069401)
- Wijk 02 Nieuwpoort (CBS-wijkcode:069402)
- Wijk 03 Streefkerk (CBS-wijkcode:069403)

Een statistische wijk kan bestaan uit meerdere buurten. Onderstaande tabel geeft de buurtindeling met kentallen volgens het Centraal Bureau voor de Statistiek (2008):
| CBS-buurtcode | Buurtnaam                   | Inwonertal | Opp. totaal (ha) | Opp. land (ha) | Ligging                |
| ------------- | --------------------------- | ---------- | ---------------- | -------------- | ---------------------- |
| BU06940000    | Groot-Ammers                | 3110       | 118              | 98             | Locatie in de gemeente |
| BU06940001    | Gelkenes                    | 290        | 337              | 286            | Locatie in de gemeente |
| BU06940002    | Graafland                   | 320        | 501              | 492            | Locatie in de gemeente |
| BU06940003    | Achterland                  | 220        | 616              | 596            | Locatie in de gemeente |
| BU06940100    | Langerak-Dorp               | 1310       | 50               | 40             | Locatie in de gemeente |
| BU06940101    | Waal                        | 110        | 14               | 10             | Locatie in de gemeente |
| BU06940109    | Langerak-landelijk gebied   | 410        | 1058             | 1002           | Locatie in de gemeente |
| BU06940200    | Nieuwpoort                  | 1400       | 73               | 54             | Locatie in de gemeente |
| BU06940300    | Streefkerk-Dorp             | 1840       | 59               | 46             | Locatie in de gemeente |
| BU06940309    | Streefkerk landelijk gebied | 760        | 1619             | 1481           | Locatie in de gemeente |